# ヘス猛度試験
ヘス猛度試験（ヘスもうどしけん、Hess brisance test）はドイツのヘスが考案した方法で、爆薬の破壊効果を表す猛度を測定する試験法の1つである。
試験用鉛製円柱の上に鋼鈑を挟んで定量の爆薬を載せて爆発させ、その爆圧で変形した鋼鈑が下の鉛柱に食い込む、もしくは変形させる大きさで測定する。
日本語では「鉛柱壓潰試験」(えんちゅうあっかいしけん)または「鉛柱圧縮試験」とも称す。

## 試験方法
- 強固な鋼鉄製の台の上に直径40ミリメートル、高さ30ミリメートルの鉛で出来た柱を二本積み重ねて、その上に直径40ミリメートル、厚さ5ミリメートルの鋼板を重ねる。さらにその上に直径41ミリメートルの樹脂の筒に収められた爆薬の試料50グラムを乗せる。
- これに6号雷管を取り付け起爆させる。
- 上の鉛の柱を取り出して圧縮度を測定する。下の柱はガス量による影響が大きく出るため猛度試験では測定しない。